# Anni di piombo (Marocco)
È conosciuto come anni di piombo un periodo della storia recente del Marocco, caratterizzato dalla pratica della soppressione delle garanzie dello stato di diritto e dal clima di terrore instaurato dallo Stato nei confronti di dissidenti o persone considerate potenzialmente pericolose per l'ordinamento politico vigente.
La denominazione anni di piombo non è ufficiale, ma viene generalmente usata da coloro che per motivi diversi rileggono criticamente gli eventi di quel periodo.

## Il periodo storico
Gli anni di piombo possono essere circoscritti al regno di Hassan II (1961-1999), sebbene non esista un consenso generalizzato sulle date di inizio e termine. Per quanto riguarda la data di inizio, alcuni la farebbero risalire all'inizio del regno di Hassan II (e quindi dal 1961). Secondo altri, invece, la data più indicativa sarebbe quella in cui il Marocco ha conquistato l'indipendenza, il 1956 (sotto Mohammed V). La repressione toccò la sua punta massima negli anni '60-'70, ma è continuata nel tempo, affievolendosi in intensità, almeno fino agli inizi degli anni '90, quando la fine della guerra fredda provocò uno sconvolgimento degli equilibri politici e strategici precedenti, con una maggiore pressione diplomatica esercitata sul paese dagli Stati Uniti e dai paesi della Comunità europea. Gli anni '90 hanno visto un lento, ma decisivo, miglioramento del clima politico e della situazione dei diritti umani in Marocco e con l'ascesa al trono di Mohammed VI, nel 1999, il cammino delle riforme ha ripreso vigore.

## Le forme della repressione e le sue vittime
Durante gli anni di piombo i dissidenti furono arrestati, giustiziati, molti di loro fatti scomparire, furono chiusi giornali e messi al bando libri. Gli elenchi ufficiali delle vittime degli anni di piombo non si rivelerebbero del tutto attendibili, in quanto le sparizioni e le uccisioni politicamente mirate sono state nell'ordine delle migliaia. Inoltre, anche molti che non erano coinvolti direttamente in movimenti di opposizione, sono stati vittime di detenzioni arbitrarie e torture.
La repressione venne esercitata nelle seguenti forme:
- Isolamento ed aggressione nei confronti dei dissidenti: fare attivamente politica nelle forze di opposizione, durante il periodo più buio degli anni di piombo, era un'attività potenzialmente letale. Le aggressioni nei confronti dei dissidenti erano all'ordine del giorno e molti attivisti apertamente anti-governativi furono arrestati, fatti scomparire dalle autorità o morirono misteriosamente. Tra le vittime più conosciute, probabilmente il dissidente socialista Mehdi Ben Barka, un famoso uomo politico attivista nel movimento terzomondista scomparso misteriosamente a Parigi dopo essere fuggito dal Marocco negli anni '60, e Abraham Serfaty, in carcere per 17 anni e mandato in esilio dal re del Marocco Hassan II fino alla sua liberazione del settembre 1991.
- Repressione violenta delle proteste: centinaia di persone furono uccise e migliaia arrestate negli scontri seguiti alle manifestazioni di protesta antigovernative sia degli oppositori politici, che dei movimenti sindacali. Negli anni '70 in particolare, gli scontri diventarono così frequenti che carri armati cominciarono a pattugliare costantemente le strade delle più popolose città del Marocco. I più gravi eccidi di manifestanti hanno avuto luogo a Casablanca nel 1981 e a Fès nel 1990.
- Epurazioni nell'esercito: dopo il tentativo di golpe militare avvenuto negli anni 1970 e 1972, gli ufficiali ed altri sospetti furono arrestati ed inviati in campi segreti di detenzione come Tazmamart, Agdz e Kelaat Mgouna, dove molti di loro trovarono la morte.
- Sahara Occidentale: Nel 1975, il Marocco invase e procedette all'annessione del Sahara occidentale. Questo fatto provocò un deciso rinvigorimento del sentimento nazionalista, che servì a raffreddare la tensione politica interna, ma nel frattempo, nel Sahara Occidentale, operavano indisturbati gli squadroni della morte, facendo registrare migliaia di uccisioni e sparizioni tra le file della resistenza Sahrawi.
- Le guerriglie del Rif: dal 1956 al 1959, l'esercito del Marocco combatté, sulle montagne del Rif, le tribù berbere che si erano ribellate alla monarchia alawide. Le sommosse furono represse violentemente, causando migliaia di vittime.